# アルトゥーロ・ミナ
アルトゥーロ・ラファエル・ミナ・メサ（スペイン語: Arturo Rafael Mina Meza、1990年10月8日 - ）は、エクアドルのサッカー選手。エクアドル代表。ポジションはDF。

## クラブ歴
2010年にCSDウニベルシダ・テクノロジカ・エキノシアルで選手となった。そのCSDマカラ、CSDインデペンディエンテJTを経て、2016年夏にプリメーラ・ディビシオン・デ・アルヘンティーナのCAリーベル・プレートに加入。2017年夏にスュペル・リグのイェニ・マラティヤスポルに移籍。

## 代表歴
2014年10月14日のエルサルバドル代表との親善試合で代表初出場。その後コパ・アメリカ2015のメンバーに入った。2016年11月15日に2018 FIFAワールドカップ・南米予選のベネズエラ代表戦で代表初得点。

## タイトル

### クラブ
リーベル・プレート
- レコパ・スダメリカーナ: 2016
- コパ・アルヘンティーナ: 2016

### 個人
- エル・パイス紙コパ・スダメリカーナベストイレブン: 2016[4]